# Asura coccinocosma
Asura coccinocosma là một loài bướm đêm thuộc phân họ Arctiinae, họ Erebidae.